# Norcia

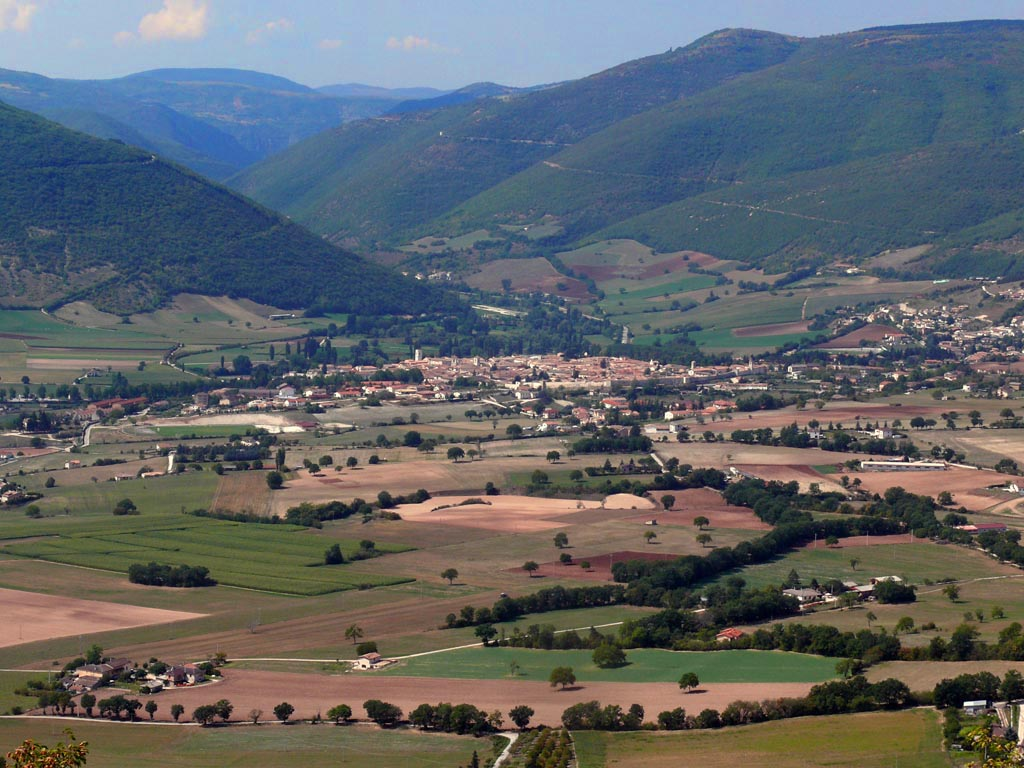
Panorama Norcia

Norcia is een gemeente in de Italiaanse provincie Perugia (regio Umbrië) en telt ongeveer 4900 inwoners (31-12-2012).

## Geschiedenis
In Norcia, het toenmalige Nursia, is in ca. 480 de heilige Benedictus (San Benedetto) geboren. 
Op 14 januari 1703 werd Norcia getroffen door een aardbeving met een kracht van 6,7 op de schaal van Richter. Ook de plaatsen Spoleto en Rieti werden verwoest. Het dodental bedroeg naar schatting tussen de ruim zes- en de bijna tienduizend.
In 2016 werd Norcia tweemaal op korte tijd getroffen door een aardbeving: op 24 augustus 2016 vond er een krachtige schok met een kracht van 6,2 op de schaal van Richter plaats die enkele maanden later, op 30 oktober 2016, gevolgd werd door een schok van 6,5 op de schaal van Richter. Deze laatste schok richtte veel schade aan in het historische centrum. Onder meer de kathedraal werd verwoest.

### Abdij
Sinds de 21e eeuw groeide opnieuw een monastieke gemeenschap. In 2025 werd deze erkend als abdij van Norcia, hier wordt bier gebrouwen.

## Demografie
Het aantal inwoners steeg in de periode 1991-2001 met bijna 3,7% volgens tienjaarlijkse volkstellingen van ISTAT.
| Jaar | Inwoneraantal |
| ---- | ------------- |
| 1991 | 4726          |
| 2001 | 4872          |
| 2004 | 4948          |
| 2012 | 4899          |

## Geografie
De gemeente ligt op ongeveer 604 m boven zeeniveau.
Norcia grenst aan de volgende gemeenten: Accumoli (RI), Arquata del Tronto (AP), Cascia, Castelsantangelo sul Nera (MC), Cerreto di Spoleto, Cittareale (RI), Montemonaco (AP), Preci.
Norcia ligt in het Nationaal park Monti Sibillini.